# Declan Gallagher
Declan Patrick Gallagher (Rutherglen, 13 febbraio 1991) è un calciatore scozzese, difensore del Dundee Utd.

## Biografia
Il 18 giugno 2015 è stato condannato a tre anni di prigione per un'aggressione risalente a due anni prima. È stato rilasciato l'8 gennaio 2017, dopo aver trascorso sedici mesi di detenzione.

## Carriera

### Club
Ha giocato nella prima divisione scozzese.

### Nazionale
Tra il 2019 ed il 2021 ha giocato complessivamente 10 partite con la nazionale scozzese, senza mai segnare.

## Statistiche

### Presenze e reti nei club
Statistiche aggiornate al 17 maggio 2025.
| Stagione          | Squadra           | Campionato        | Campionato | Campionato | Coppe nazionali | Coppe nazionali | Coppe nazionali | Coppe continentali | Coppe continentali | Coppe continentali | Altre coppe | Altre coppe | Altre coppe | Totale | Totale | Totale |
| Stagione          | Squadra           | Comp              | Pres       | Reti       | Comp            | Pres            | Reti            | Comp               | Pres               | Reti               | Comp        | Pres        | Reti        | Pres   | Reti   |        |
| ----------------- | ----------------- | ----------------- | ---------- | ---------- | --------------- | --------------- | --------------- | ------------------ | ------------------ | ------------------ | ----------- | ----------- | ----------- | ------ | ------ | ------ |
| 2010-2011         | Stranraer         | STD               | 26         | 3          | SC+CdL          | 4+0             | 1+0             | -                  | -                  | -                  | -           | -           | -           | 30     | 4      |        |
| 2011-2012         | Clyde             | STD               | 25         | 2          | SC+CdL          | 1+1             | 0               | -                  | -                  | -                  | -           | -           | -           | 27     | 2      |        |
| 2012-2013         | Dundee            | SPL               | 24         | 0          | SC+CdL          | 2+2             | 1+0             | -                  | -                  | -                  | -           | -           | -           | 28     | 1      |        |
| 2013-2014         | Dundee            | SC                | 35         | 4          | SC+CdL          | 1+2             | 0               | -                  | -                  | -                  | SCC         | 3           | 0           | 41     | 4      |        |
| Totale Dundee     | Totale Dundee     | Totale Dundee     | 59         | 4          |                 | 7               | 1               |                    | -                  | -                  |             | 3           | 0           | 69     | 5      |        |
| 2014-2015         | Livingston        | SC                | 28         | 1          | SC+CdL          | 0+2             | 0               | -                  | -                  | -                  | SCC         | 3           | 0           | 33     | 1      |        |
| 2015-2016         | Livingston        | SC                | 23         | 1          | SC+CdL          | 2+3             | 0+1             | -                  | -                  | -                  | SCC         | 2           | 0           | 30     | 2      |        |
| 2016-2017         | Livingston        | SL1               | 15         | 2          | SC+CdL          | 1+0             | 0               | -                  | -                  | -                  | -           | -           | -           | 16     | 2      |        |
| 2017-2018         | Livingston        | SC                | 31+4       | 0          | SC+CdL          | 2+5             | 0               | -                  | -                  | -                  | SCC         | 1           | 0           | 43     | 0      |        |
| 2018-2019         | Livingston        | SP                | 38         | 1          | SC+CdL          | 1+5             | 0               | -                  | -                  | -                  | -           | -           | -           | 44     | 1      |        |
| Totale Livingston | Totale Livingston | Totale Livingston | 135+4      | 5          |                 | 21              | 1               |                    | -                  | -                  |             | 6           | 0           | 166    | 6      |        |
| 2019-2020         | Motherwell        | SP                | 30         | 2          | SC+CdL          | 2+4             | 0               | -                  | -                  | -                  | -           | -           | -           | 36     | 2      |        |
| 2020-2021         | Motherwell        | SP                | 29         | 1          | SC+CdL          | 3+1             | 0               | UEL                | 3                  | 0                  | -           | -           | -           | 36     | 1      |        |
| Totale Motherwell | Totale Motherwell | Totale Motherwell | 59         | 3          |                 | 10              | 0               |                    | 3                  | 0                  |             | -           | -           | 72     | 3      |        |
| 2021-2022         | Aberdeen          | SP                | 23         | 0          | SC+CdL          | 2+1             | 0               | UECL               | 5                  | 0                  | -           | -           | -           | 31     | 0      |        |
| 2022-2023         | St. Mirren        | SP                | 27         | 2          | SC+CdL          | 2+3             | 0               | -                  | -                  | -                  | -           | -           | -           | 32     | 2      |        |
| lugl.-ago. 2023   | St. Mirren        | SP                | 0          | 0          | SC+CdL          | 0+2             | 0               | -                  | -                  | -                  | -           | -           | -           | 2      | 0      |        |
| Totale St. Mirren | Totale St. Mirren | Totale St. Mirren | 27         | 2          |                 | 7               | 0               |                    | -                  | -                  |             | -           | -           | 34     | 2      |        |
| 2023-2024         | Dundee Utd        | SC                | 26         | 0          | SC+CdL          | 1+0             | 0               | -                  | -                  | -                  | SCC         | 1           | 0           | 28     | 0      |        |
| 2024-2025         | Dundee Utd        | SP                | 34         | 1          | SC+CdL          | 1+5             | 0+1             | -                  | -                  | -                  | -           | -           | -           | 40     | 2      |        |
| Totale Dundee Utd | Totale Dundee Utd | Totale Dundee Utd | 60         | 1          |                 | 7               | 1               |                    | -                  | -                  |             | 1           | 0           | 68     | 2      |        |
| Totale carriera   | Totale carriera   | Totale carriera   | 414+4      | 20         |                 | 61              | 4               |                    | 8                  | 0                  |             | 10          | 0           | 497    | 24     |        |

### Cronologia presenze e reti in nazionale
| Cronologia completa delle presenze e delle reti in nazionale ― Scozia | Cronologia completa delle presenze e delle reti in nazionale ― Scozia | Cronologia completa delle presenze e delle reti in nazionale ― Scozia | Cronologia completa delle presenze e delle reti in nazionale ― Scozia | Cronologia completa delle presenze e delle reti in nazionale ― Scozia | Cronologia completa delle presenze e delle reti in nazionale ― Scozia | Cronologia completa delle presenze e delle reti in nazionale ― Scozia | Cronologia completa delle presenze e delle reti in nazionale ― Scozia |
| Data                                                                  | Città                                                                 | In casa                                                               | Risultato                                                             | Ospiti                                                                | Competizione                                                          | Reti                                                                  | Note                                                                  |
| --------------------------------------------------------------------- | --------------------------------------------------------------------- | --------------------------------------------------------------------- | --------------------------------------------------------------------- | --------------------------------------------------------------------- | --------------------------------------------------------------------- | --------------------------------------------------------------------- | --------------------------------------------------------------------- |
| 16-11-2019                                                            | Nicosia                                                               | Cipro                                                                 | 1 – 2                                                                 | Scozia                                                                | Qual. Euro 2020                                                       | -                                                                     |                                                                       |
| 19-11-2019                                                            | Glasgow                                                               | Scozia                                                                | 3 – 1                                                                 | Kazakistan                                                            | Qual. Euro 2020                                                       | -                                                                     | 66’                                                                   |
| 8-10-2020                                                             | Glasgow                                                               | Scozia                                                                | 0 – 0 dts (5 - 3 dtr)                                                 | Israele                                                               | Qual. Euro 2020                                                       | -                                                                     |                                                                       |
| 11-10-2020                                                            | Glasgow                                                               | Scozia                                                                | 1 – 0                                                                 | Slovacchia                                                            | UEFA Nations League 2020-2021                                         | -                                                                     |                                                                       |
| 14-10-2020                                                            | Glasgow                                                               | Scozia                                                                | 1 – 0                                                                 | Rep. Ceca                                                             | UEFA Nations League 2020-2021                                         | -                                                                     |                                                                       |
| 12-11-2020                                                            | Belgrado                                                              | Serbia                                                                | 1 – 1 dts (4 - 5 dtr)                                                 | Scozia                                                                | Qual. Euro 2020                                                       | -                                                                     | 44’                                                                   |
| 15-11-2020                                                            | Bratislava                                                            | Slovacchia                                                            | 1 – 0                                                                 | Scozia                                                                | UEFA Nations League 2020-2021                                         | -                                                                     |                                                                       |
| 18-11-2020                                                            | Netanya                                                               | Israele                                                               | 1 – 0                                                                 | Scozia                                                                | UEFA Nations League 2020-2021                                         | -                                                                     | 73’                                                                   |
| 2-6-2021                                                              | Faro                                                                  | Paesi Bassi                                                           | 2 – 2                                                                 | Scozia                                                                | Amichevole                                                            | -                                                                     | 62’                                                                   |
| 6-6-2021                                                              | Lussemburgo                                                           | Lussemburgo                                                           | 0 – 1                                                                 | Scozia                                                                | Amichevole                                                            | -                                                                     | 46’                                                                   |
| Totale                                                                |                                                                       | Presenze                                                              | 10                                                                    |                                                                       | Reti                                                                  | 0                                                                     |                                                                       |

## Palmarès

### Club

#### Competizioni nazionali
- Scottish Challenge Cup: 1

Livingston: 2014-2015
- Scottish Championship: 1

Dundee United: 2023-2024